# Kuurne-Bruxelles-Kuurne 2003
La Kuurne-Bruxelles-Kuurne 2003, cinquantasettesima edizione della corsa, si svolse il 2 marzo su un percorso di 190 km, con partenza e arrivo a Kuurne. Fu vinta dall'olandese Roy Sentjens della squadra Rabobank davanti al belga Leif Hoste e al tedesco Volker Ordowski.

## Ordine d'arrivo (Top 10)
| Pos. | Corridore             | Squadra                      | Tempo    |
| ---- | --------------------- | ---------------------------- | -------- |
| 1    | Roy Sentjens          | Rabobank                     | 4h48'00" |
| 2    | Leif Hoste            | Lotto-Domo                   | a 19"    |
| 3    | Volker Ordowski       | Gerolsteiner                 | s.t.     |
| 4    | Davide Bramati        | Quick Step                   | s.t.     |
| 5    | Andy Flickinger       | Ag2r Prévoyance              | s.t.     |
| 6    | Jimmy Casper          | FDJ                          | a 1'52"  |
| 7    | Johan Coenen          | Marlux-Wincor Nixdorf        | s.t.     |
| 8    | Geert Omloop          | Palmans-Collstrop            | s.t.     |
| 9    | Frederik Penne        | Palmans-Collstrop            | s.t.     |
| 10   | Vincent Van Der Kooij | Bankgiroloterij Cycling Team | a 2'14"  |